# برايان فيغيروا
برايان فيغيروا (بالإسبانية: Brian Figueroa)‏ (28 مايو 1999 بمدينة مكسيكو في المكسيك - ) هو لاعب كرة قدم مكسيكي في مركز الوسط. لعب مع نادي أونيفرسيداد ناسيونال.

## وصلات خارجية
- برايان فيغيروا على موقع قاعدة بيانات كرة القدم.إي يو (الإنجليزية)
- برايان فيغيروا على موقع Soccerway.com (الإنجليزية)